# Baculifera cinereocincta
Baculifera cinereocincta är en lavart som först beskrevs av Johannes Müller Argoviensis och som fick sitt nu gällande namn av Bernhard Marbach 2000. 
Baculifera cinereocincta ingår i släktet Baculifera och familjen Caliciaceae. Inga underarter finns listade i Catalogue of Life.